# Coryphopteris athyriocarpa
Coryphopteris athyriocarpa är en kärrbräkenväxtart som först beskrevs av Edwin Bingham Copeland, och fick sitt nu gällande namn av Holtt. Coryphopteris athyriocarpa ingår i släktet Coryphopteris och familjen Thelypteridaceae. Inga underarter finns listade.